# Pandanus utilis
Pandanus utilis is een soort uit de familie Pandanaceae.

## Beschrijving
Pandanus utilis is een groenblijvende plant, waarvan de stam een hoogte van 6 meter kan bereiken. Bij oudere planten ontwikkelen zich steltwortels, zodat de plant steviger groeit. Soms sterft de stam af, waardoor de plant afhankelijk is van de steltwortels. De soort heeft lange zwaardvormige bladeren met scherpe randen. Aan de bladranden bevinden zich enkelvoudige dorens. De bladeren zijn spiraalvormig geschikt.
Pandanus utilis is tweehuizig. De mannelijke bloemen zijn geurend. De vrouwelijke bloemen zitten ongesteeld in een tros, bestaande uit 100 of meer bloemen. Hieruit groeit een ananasachtige vrucht, bestaande uit vele kleine steenvruchtjes. Deze bolvormige vruchten zijn eetbaar, maar niet bijzonder smakelijk.

## Verspreiding
De soort komt voor in het westelijke Indische Oceaangebied, op Madagaskar en de Mascarenen (Mauritius en Réunion).